# Yorckstraße
 (mai 2018).
Si vous disposez d'ouvrages ou d'articles de référence ou si vous connaissez des sites web de qualité traitant du thème abordé ici, merci de compléter l'article en donnant les références utiles à sa vérifiabilité et en les liant à la section « Notes et références ».
La Yorckstraße (littéralement : « rue Yorck »)  est une rue importante dans le centre de la capitale allemande, Berlin, reliant les quartiers de Kreuzberg et de Schöneberg. Dans son aspect général de boulevard périphérique, elle relie également d'est en ouest les arrondissements de Friedrichshain-Kreuzberg et de Tempelhof-Schöneberg. 
Le tracé fait partie du Generalszug, une suite de grandes rues et de places s'étendant de Charlottenbourg à Kreuzberg, percé dans le cadre du plan Hobrecht, publié en 1862 par James Hobrecht (le baron Haussmann berlinois). 

## Situation et accès

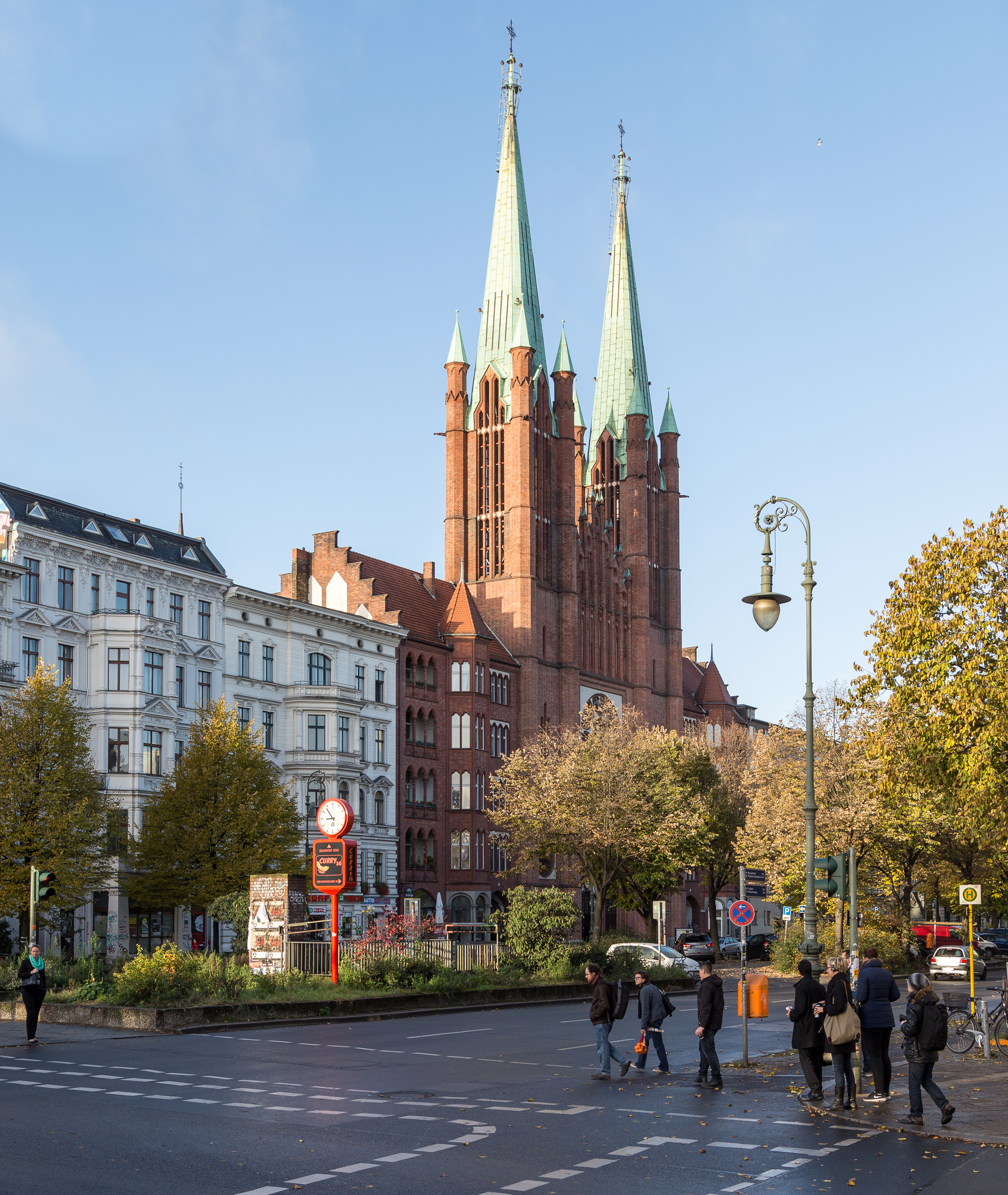
Intersection du Mehringdamm, vue vers l'église Saint-Boniface.

La Yorckstraße commence à Kreuzberg à l'intersection du Mehringdamm, comme une extension de la Gneisenaustraße vers l'ouest en changeant de direction à hauteur de la Großbeerenstraße pour contourner l'ancien terrain de voies ferrées de la gare d'Anhalt et de la gare de Potsdam, aujourd'hui un vaste espace vert (Park am Gleisdreieck). Elle traverse la limite des quartiers de Kreuzberg et de Schöneberg en montant la Katzbachstraße puis passe sous les ponts ferroviaires d'est en ouest et continue après l'intersection de la Bülowstraße juste derrière la gare de Berlin Yorckstraße (Großgörschenstraße). De là, la rue continue en tant que Goebenstraße. 
Accès
La ligne d'autobus diurne M19 et nocturne N7 circulent et font halte dans la rue.
Les transports guidés ont également des arrêts sur la rue, de l'ouest en est :
- la gare de Berlin Yorckstraße (Großgörschenstraße) desservie par la ligne 1 du S-Bahn de Berlin ;
- la station de métro Yorckstraße desservie par la ligne 7 du métro de Berlin ;
- la gare de Berlin Yorckstraße desservie par la ligne 2 et la ligne 25 du S-Bahn de Berlin.

## Origine du nom
Elle est nommée d'après le général prussien Ludwig Yorck von Wartenburg (1759-1830).

## Historique
Depuis le 31 octobre 1864, la rue porte le nom de Ludwig Yorck von Wartenburg (1759-1830), maréchal de l'armée prussienne dans les guerres napoléoniennes. Conforme à l'arrêté du roi Guillaume Ier, les rues et les places du Generalszug tiraient leurs noms de militaires de la campagne d'Allemagne de 1813 (appelée en allemand « guerre de libération »), dont Yorck, Gneisenau, Bülow, Kleist et Tauentzien.

## Bâtiments remarquables et lieux de mémoire

### Riehmers Hofgarten

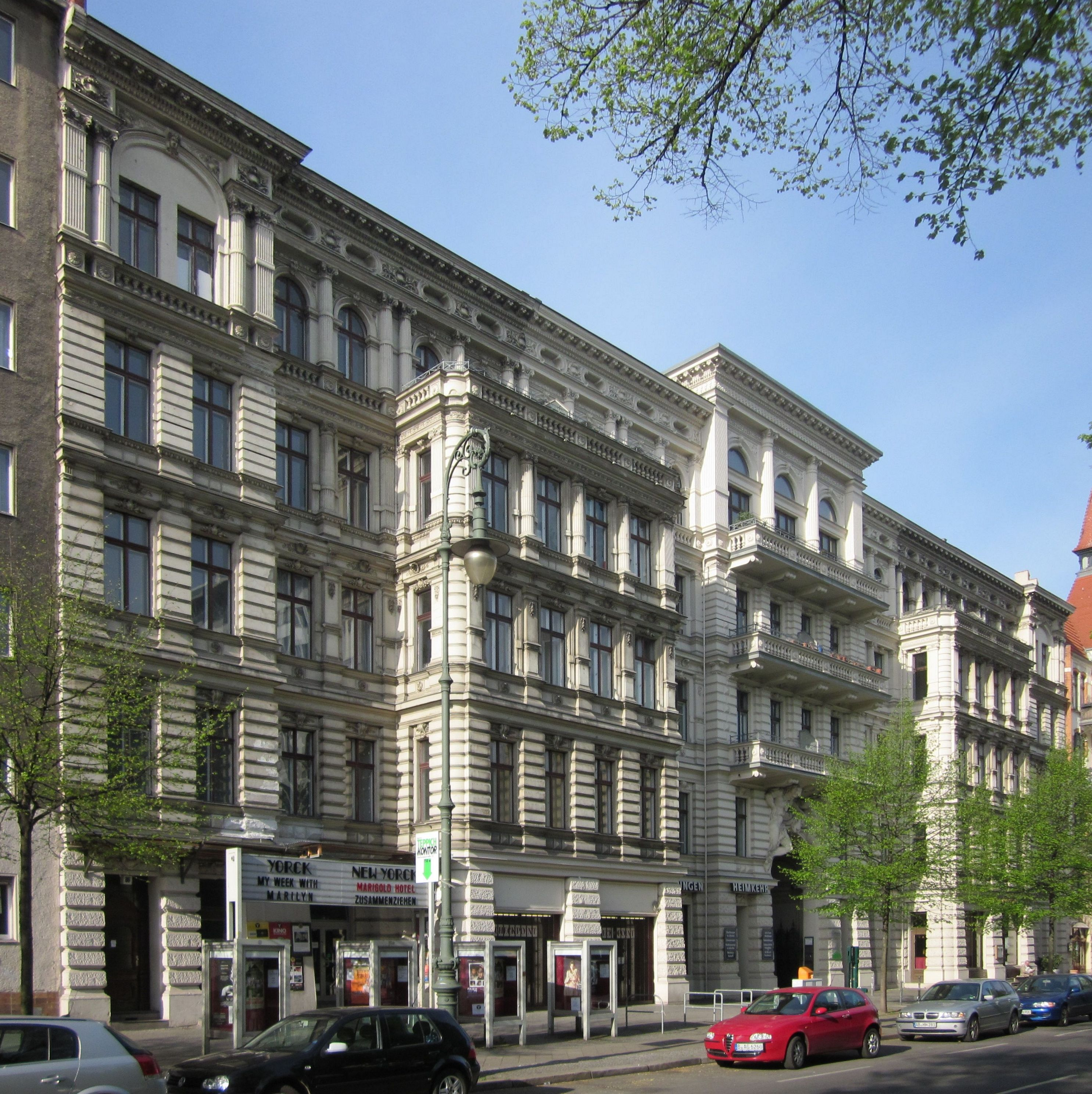
Façade du Riehmers Hofgarten.

Le Riehmers Hofgarten (littéralement : « le Jardin princier de Riehmer ») est un parc et un ensemble architectural résidentiel dont l'entrée principale donne sur la rue Yorck, en face de la mairie de Kreuzberg. Il a été conçu par les architectes berlinois Wilhelm et Otto Riehmer-Mrosk en 1891-1892. Au milieu de l'ensemble, se trouve une cour sous la forme d'une courte avenue qui est entourée par des immeubles résidentiels de prestige. Les bâtiments s'étendent en direction nord-sud à travers le pâté de maisons.
Construits à l'époque du wilhelminisme, les façades des bâtiments sont richement décorées, mélangeant les styles roman, Renaissance et baroque. Les maisons ont été construites pour la bourgeoisie aisée et les officiers du régiment dont la caserne était à proximité. Cette population a disparu à cause de l'inflation des années d'après-guerre dans les années 1920. En 1923, les héritiers ont vendu l'ensemble résidentiel. Au cours de la Seconde Guerre mondiale, l'aile gauche a été complètement détruite et jamais reconstruite. Depuis 1953, l'ensemble est un édifice classé. Entre 1963 et 1974, toutes les façades ont été restaurées à l'original. En lieu et place de l'aile détruite de l'immeuble, un nouveau bâtiment a été construit en 1985-1986, où se trouvent maintenant deux cinémas, le Cinéma et la Nouvelle-Yorck. 

### Autres bâtiments dans la rue
- Église Saint-Boniface (Sankt-Bonifatius-Kirche), église paroissiale catholique de style néogothique, construite en 1906/1907 ;
- Yorck59, un squat occupé de 1988 à 2005.